# Paco Stanley
Francisco Jorge Stanley Albaitero (Ciudad de México, 3 de julio de 1942-Ciudad de México, 7 de junio de 1999), conocido como Paco Stanley, fue un locutor y conductor de televisión mexicano que trabajo en programas de entretenimiento y noticias de Televisa en los años 70, 80 y 90 y en sus últimos meses de vida en TV Azteca, también participó directamente, por un tiempo, en actividades de la política de su país, ya que fue miembro del Partido Revolucionario Institucional (PRI).

## Infancia y juventud
Nació en la Ciudad de México, el 3 de julio de 1942, siendo bautizado el 8 de agosto del mismo año. El lugar exacto de su nacimiento varía según diferentes versiones, ya que mientras a dichos de él, nació en la Colonia Roma, otras fuentes indican que nació en el barrio de Tacubaya, en el cual viviría por un tiempo para después mudarse a Coyoacán, y finalmente, mudarse a la Colonia Roma durante su adolescencia.
A dichos de él (según varias personas cercanas al conductor), su infancia no fue fácil para el, ya que sus padres no le daban la atención que a él le hubiera gustado sentir de ellos. Por otro lado, su padre padecía de alcoholismo, y constantemente sufría maltratos de parte de este, pero aún a pesar de esto, logró salir adelante con sus estudios y su vida. 
Cursó la licenciatura en Derecho, y realizó estudios en psicología, mercadotecnia y publicidad en la Universidad Nacional Autónoma de México. En su juventud se desempeñó como maestro de literatura a nivel secundaria.

## Carrera

### En la radio
Se inició en la radio en 1969 en la XEX-AM, participando en varios noticiarios, como en el programa Capitanes Infantiles del Aire, en el que interpretaba a varios personajes y en donde participaba su sobrina Rocío García Stanley. Ya en Televisa, participó en el programa Sonrisas y Sorpresas, que estuvo al aire entre 1988 y 1991.
También tuvo en Radio Trece el programa de corte cómico y sátira política Un Poco de Paco en Radio 13, que salió del aire en junio de 1999, debido a su asesinato.

### En la televisión
Fue contratado por Televisa en 1974 para el Canal 4, en el programa Nuestra gente. Después de participar por varios años en programas tales como Alegrías de mediodía, Divertidísimo, La mujer ahora y El club del Hogar, al lado de Francisco "Madaleno" Fuentes, supliendo al locutor Daniel Pérez Arcaraz, a su fallecimiento. En 1986, fue anfitrión del programa La carabina de Ambrosio y a fines del mismo año fue conductor del programa En pantalla; en 1988, presentador de la sección de espectáculos del canal de noticias ECO; en 1991, le ofrecieron la conducción de ¡Ándale!, junto con Arlette Garibay, Benito Castro y una debutante Verónica Macías, que fue bien recibido por el público y que alcanzó altos niveles de audiencia. Posteriormente, en 1993, condujo Llévatelo, con Gabriela Ruffo, y en 1995, ¡Pácatelas!, donde compartió créditos con Mario Bezares y Benito Castro.

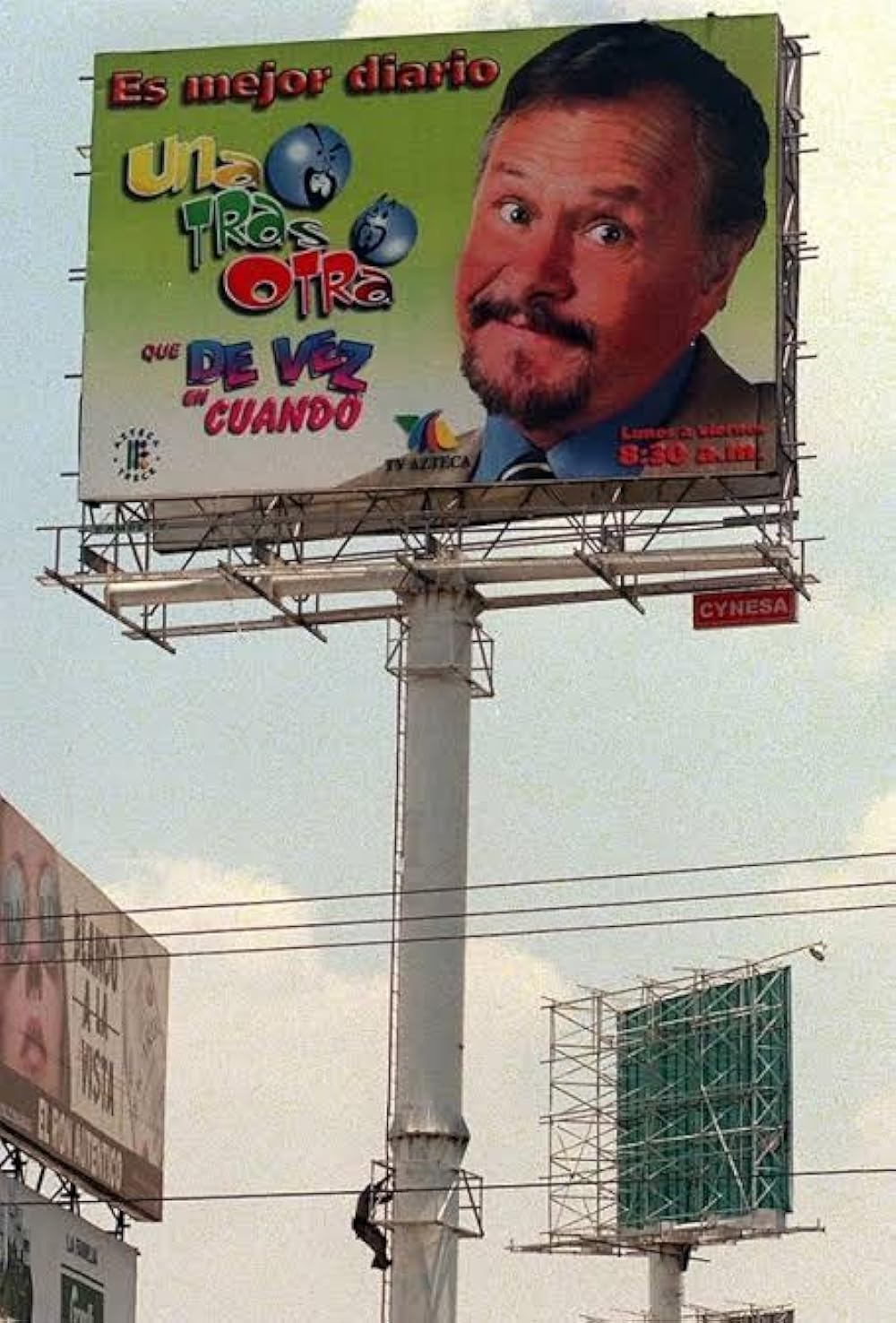
Espectacular del programa Una tras Otra, 1999.

El 15 de diciembre de 1998, estrenó un nuevo programa pero ahora en TV Azteca titulado Una tras otra, acompañado por segunda ocasión de Mario Bezares y además del periodista de espectáculos Jorge Gil.
En mayo de 1999, estrenó en esa misma televisora su programa nocturno sabatino Sí hay...y bien... que solo duró tres episodios al aire.

### En el teatro
Por un período aproximado de 15 años, interpretó el papel estelar en la versión cómica de la obra teatral Don Juan Tenorio, que se representa durante la temporada de Día de Muertos.

### En la política
Durante las elecciones federales de México de 1988, Paco Stanley fue candidato a la Asamblea Ciudadana del entonces Distrito Federal (hoy Ciudad de México) por el III distrito, esto de la mano del PRI, elecciones las cuales no ganó.
Dentro del partido, tuvo los cargos de Subsecretario de Comunicación de la Secretaría de Técnicos y Profesionales de la Confederación Nacional de Organizaciones Populares (CNOP) además de fungir como titular técnico del Consejo Consultivo del Primer Distrito Electoral del entonces Distrito Federal.

### Como declamador
Fue famoso por sus declamaciones poéticas, y grabó tres discos de larga duración LP.

### Disco: Los mejores poemas
En la fecha del 7 de junio de 1999 es lanzado a la venta el disco Paco Stanley: Los mejores poemas a pesar de su sorpresivo asesinato, el mismo día fue lanzado el disco por la empresa Fonovisa, dicho material logró tener una certificación de oro en 2001 al alcanzar más de 100,000 copias vendidas en el mercado mexicano.

## Asesinato

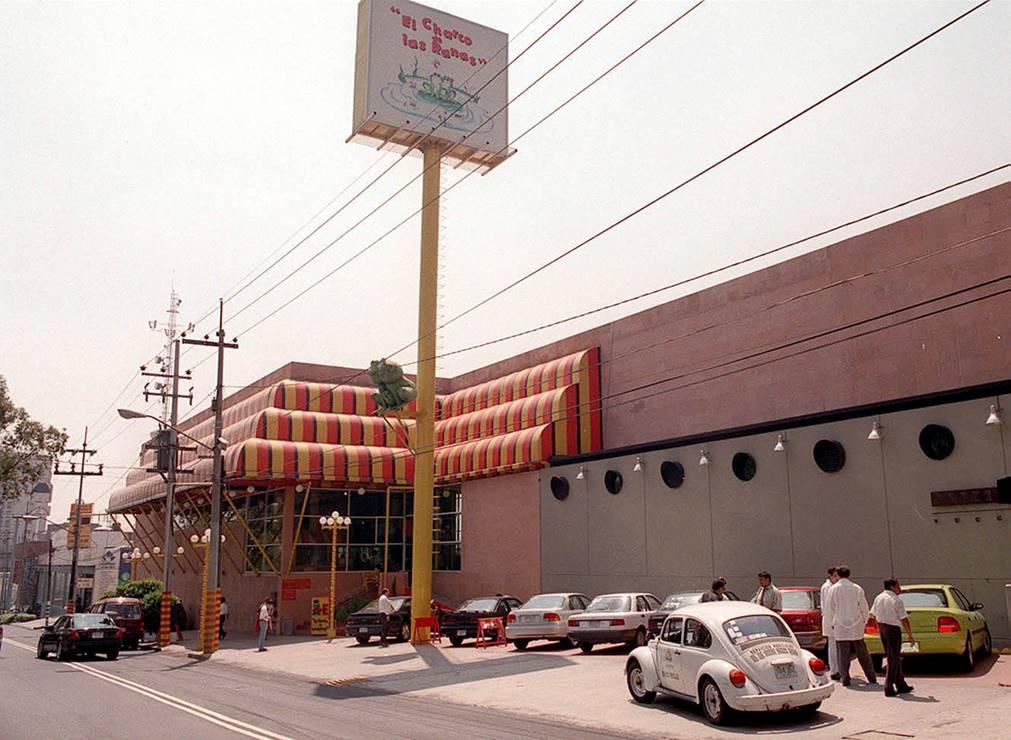
Restaurante El Charco de las Ranas, lugar donde ocurrió el asesinato.

A las 12:00 del mediodía del lunes 7 de junio de 1999, Paco Stanley fue asesinado en la Ciudad de México afuera de un restaurante llamado "El Charco de las Ranas", poco después de haber terminado la transmisión de su edición matutina de Una tras otra en TV Azteca. Se encontraba desayunando en el restaurante con sus compañeros Mario Bezares, Jorge Gil, su chofer Jorge García Escandón y algunos de sus escoltas. Según testigos, Bezares había recibido una llamada telefónica, la cual contestó alejándose de Stanley y de Gil. Después de esto, se dirigió al baño, alegando que los alimentos que consumió estaban en mal estado y que le habían hecho daño. Stanley y el resto se retiraron y esperaban en un vehículo a Bezares afuera del restaurante. En ese momento, fueron sorprendidos por unos sujetos, que cruzaron un puente peatonal sobre el Anillo Periférico y armados provocaron más de 20 disparos hacia su camioneta y se dieron a la fuga, causándole la muerte instantánea a Stanley de 56 años, dándole cuatro tiros en el rostro e hiriendo a su compañero Jorge Gil en una pierna. En el lugar de los hechos, también fue asesinado un hombre de 30 años de nombre Juan Manuel de Jesús Núñez, un agente de seguros que recibió un impacto de bala perdida en la espalda, que en ese momento salía del restaurante con su esposa, quien resultó gravemente herida; también sufrió heridas graves Pablo Hernández, un acomodador de autos del lugar de 18 años de edad. Los tres proyectiles que ocasionaron a Stanley su fallecimiento entraron y salieron de su cuerpo; el cuarto fue extraído de su cráneo por investigadores especiales.
A raíz de su asesinato, se plantearon diversas hipótesis, de las cuales la que más cobró fuerza fue que tenía nexos con el narcotráfico, ya que el día de su asesinato se encontró en su ropa una bolsa con contenido que se identificó como cocaína, según afirmaciones de la Procuraduría General de Justicia del Distrito Federal (PGJDF), afirmaciones que posteriormente fueron desmentidas por familiares. Este acontecimiento destacó una severa oleada de críticas de los medios contra el entonces jefe de Gobierno del Distrito Federal, Cuauhtémoc Cárdenas Solórzano, así como contra el entonces procurador Samuel del Villar, por el desenfrenado crecimiento de violencia que se vivía en la ciudad. Sin embargo, parecía claro que este atentado había sido perpetrado por el crimen organizado.
A las pocas semanas del asesinato, se incriminó como autores intelectuales del asesinato a dos de los colaboradores en el programa del actor: Mario Bezares y la edecán Paola Durante. La teoría de que Stanley consumía y/o vendía drogas y la sospecha de Bezares como uno de los responsables del asesinato se fortalecieron aún más cuando, en una emisión en vivo, mientras Bezares bailaba, se tiró al piso, y en ese movimiento se le cayó una bolsa trasparente con un polvo blanco, la cual era cocaína. Bezares se la entregó a Stanley, quien no comentó nada y sonrió nervioso; el programa era transmitido en un horario familiar y no contenía temas de adultos como para pensar que fuera broma sino, más bien, un descuido de Bezares. Otro hecho que fortalece esta teoría es que se dice que Brenda Bezares tenía una relación extramarital con Paco y que el padre de uno de sus hijos era en realidad Paco, lo cual al comparar las fotografías el parecido es notable, aunque siempre Brenda y Mario lo han negado.
Ese 7 de junio, TV Azteca y Televisa tuvieron largas horas de transmisión (en especial, TV Azteca), mostrando el lugar del asesinato, haciendo entrevistas, vigilando al ministerio público y, sobre todo, criticando al Gobierno del Distrito Federal por la poca acción ante la delincuencia que se vivía en la ciudad y no haber actuado a tiempo. «Alguien tiene que renunciar», decía Jacobo Zabludovsky en el noticiero del programa Hoy, de Televisa. «La responsabilidad es de Cuauhtémoc Cárdenas...», afirmaba enojado el periodista Jorge Garralda en su programa A Quien Corresponda, de TV Azteca. Ese día, con un nivel enorme de audiencia alcanzado en muy poco tiempo, nació un nuevo estilo periodístico en el que la televisión mexicana se convirtió en un arma en contra del Estado, Televisa por un lado y TV Azteca vigilando desde un helicóptero al Ministerio Público en sus instalaciones.
La Procuraduría General de Justicia del Distrito Federal (PGJDF) (hoy Fiscalía General de Justicia de la Ciudad de México (FGJCDMX)) basó sus acusaciones en las declaraciones hechas por el entonces cocinero del narcotraficante Luis Ignacio Amezcua (presunto líder del Cártel de Colima), Luis Valencia, quien aseguró que Amezcua se reunió con Paola Durante para planear el asesinato de Paco Stanley debido a deudas con los cárteles de drogas y ella se pondría en contacto después con Mario Bezares para que este avisara cuándo y dónde dar muerte a Paco Stanley. Durante las investigaciones, también fue detenido Erasmo Pérez Garnica, alias "El Cholo", cuyo físico coincidió con muchas de las caracterizaciones ofrecidas del retrato hablado del asesino de Stanley, según testigos. Valencia señaló que escuchó a Amezcua ordenarle a "El Cholo" (el autor material) que asesinara al actor "dado que le debía mucho dinero". Además, mencionó que Bezares se retrasó de manera intencional en el baño del restaurante, para dar tiempo a que los asesinos cumplieran con el asesinato.
Durante las investigaciones, la PGJDF también acusó a José Luis Rosendo Martínez, asistente de Mario Bezares, de alejar a Enrique Gabriel Tamayo, escolta de Paco Stanley, de la camioneta negra para que "El Cholo" pudiera cumplir con el atentado. Y otro acusado más fue Jorge García Escandón, chofer de Paco Stanley, quien presuntamente permaneció inmóvil para permitir el asesinato directo de su jefe, además de que él no recibió un solo disparo durante el ataque. 
El proceso se vino abajo después de que Valencia, que se encontraba en la cárcel por otros delitos, se retractó y denunció que la PGJDF lo sometió a torturas para inculpar a los detenidos. Todos los acusados en el caso fueron declarados inocentes, por falta de pruebas, después de haber estado presos por más de un año.

### Cronología del Caso Stanley
- 22 de julio de 1999: Mario Bezares es arraigado en el hotel San Juan de la Ciudad de México. Principal sospechoso del homicidio, debido a que se había retrasado en el baño al momento del tiroteo, además de usar una fedula en la pierna que no era necesaria para la lesión que tenía en ese momento.[30]
- 2 de agosto de 1999: Luis Valencia realiza la llamada telefónica al servicio 061 de la PGJDF en la que denuncia a los presuntos culpables.
- 8 y 9 de agosto de 1999: Luis Valencia hace sus declaraciones en el interior del Reclusorio Varonil Sur.
- 19 de agosto de 1999: También es arraigada por las autoridades Paola Durante en el hotel Miguel Ángel de la Ciudad de México, ya que en las declaraciones de Luis Valencia, era el contacto entre Mario Bezares y Luis Amescua. En ese mismo hotel también fueron arraigados José Luis Rosendo Martínez y Jorge García Escandón; no fueron mencionados en las declaraciones de Valencia, sin embargo la PGJDF los acusó de ser partícipes.[31]
- 27 de agosto de 1999: Mario Bezares y Paola Durante son trasladados al Reclusorio junto con Erasmo Pérez Garnica "El Cholo", José Luis Rosendo Martínez y Jorge García Escandón.
- 2 de septiembre de 1999: se les dicta auto de formal prisión a los cinco presuntos implicados.
- 1 de abril de 2000: Luis Valencia confiesa ante las cámaras de Televisa y TV Azteca que sus declaraciones realizadas en agosto de 1999 fueron falsas y que actuó obligado por las autoridades del Distrito Federal.
- 25 de enero de 2001: se les dicta auto de libertad a los cinco implicados, al no encontrarse elementos suficientes para confirmar su responsabilidad en los delitos de homicidio calificado, tentativa de homicidio y lesiones calificadas.
- Febrero de 2002: Es detenido, bajo cargos del secuestro del narcotraficante sinaloense José Velázquez Martínez, el jefe de sicarios del cártel de Tijuana Luis Alberto Salazar Vega, alias "El Bolas", quien guarda gran parecido físico con Erasmo Pérez Garnica, alias "El Cholo" y quien después fue acusado de haber sido el autor material del asesinato de Paco Stanley. Supuestamente, fue enviado por hombres de los hermanos Arellano Félix junto a Rubén Quintero Madrid, alias "El Rito", y a otra persona a quien sólo pudo identificarse con el alias de "El Hitler".
- 2004: se fuga de la cárcel Rubén Quintero Madrid "El Rito".
- 14 de abril de 2004: se fuga de la cárcel, en Tijuana, Luis Alberto Salazar Vega, alias "El Bolas".
- 5 de abril de 2011: Luis Alberto Salazar Vega, alias “El Bolas” es recapturado, y niega rotundamente haber asesinado al conductor de televisión.

Hasta la fecha, se desconoce el motivo y quiénes fueron los verdaderos responsables de este asesinato.